# Toluidinblau-Färbung

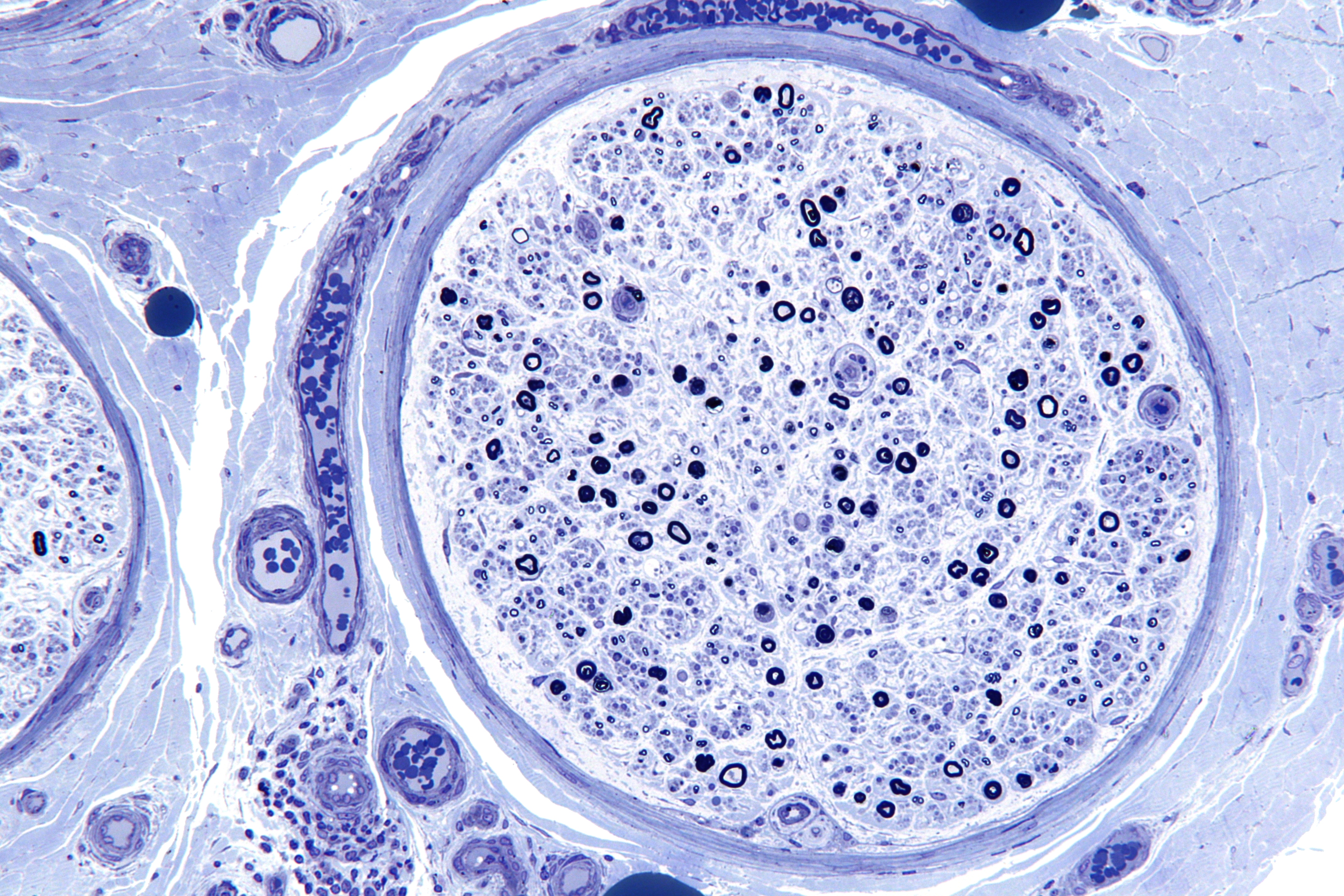
Toluidinblau-Färbung bei einer vasculitischen peripheren Neuropathie.

Die Toluidinblau-Färbung ist eine histologische Färbung zur Darstellung von sauren Molekülen mit Toluidinblau, vor allem von Nukleinsäuren wie DNA oder RNA in Geweben.

## Prinzip
Die Toluidinblau-Färbung kann als Vitalfärbung an lebenden Zellen eingesetzt werden. Sie wird meist zur Färbung von Geweben der oralen und pharyngealen Schleimhaut genutzt. Dabei wird sie unter anderem zur Diagnose von oralen Dysplasien und Karzinomen eingesetzt, ist jedoch wenig spezifisch, weshalb anschließend meist noch andere Nachweismethoden erfolgen. Toluidinblau reichert sich bevorzugt in entarteten Geweben an. Neben Nukleinsäuren werden auch Mucine, Amyloide, Sulfatide, Corynebacterium diphtheriae, Helicobacter pylori und Granula von Mastzellen und endokrinen Zellen angefärbt. Die Toluidinblau-Färbung kann auch bei Schnellschnitten und Epoxidharz-eingebetteten Dünnschnitten verwendet werden.
Alternativ zur Toluidinblaufärbung kann teilweise die Aceto-Orcein-Färbung verwendet werden.